# Bernardino González Vázquez
Bernardino González Vázquez (* 29. März 1966 in Frankfurt am Main, Deutschland) ist ein ehemaliger spanischer Fußballschiedsrichter.
González war ab 1984 Schiedsrichter und leitete ab 2001 Spiele der Primera División. Ab 2005 war er FIFA-Schiedsrichter.
Er leitete das Finale der U-17-Fußball-Europameisterschaft 2005 in Italien zwischen der Türkei und den Niederlanden.
Seine Nichte ist die FIFA-Schiedsrichterin María Dolores Martínez Madrona.